# Skiftet (zeestraat)

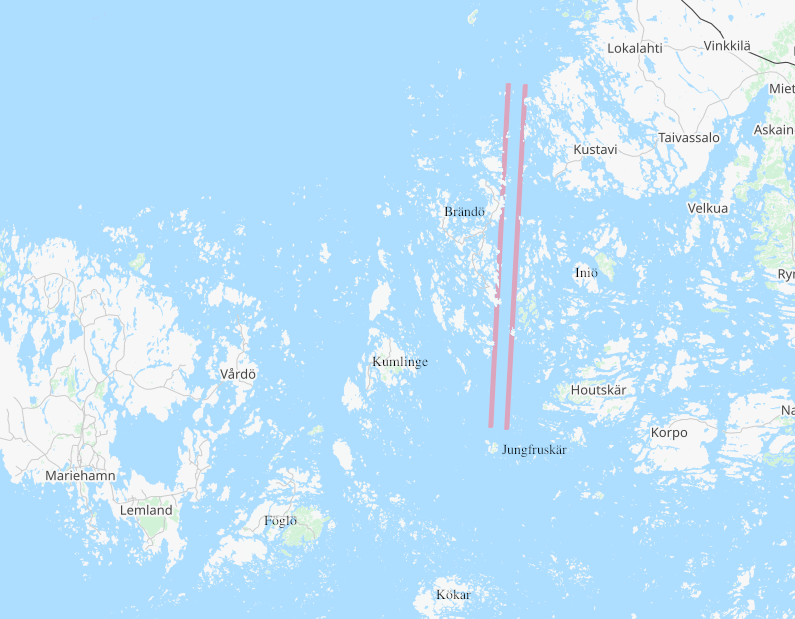
Skiftet is rood gemarkeerd in de kaart.

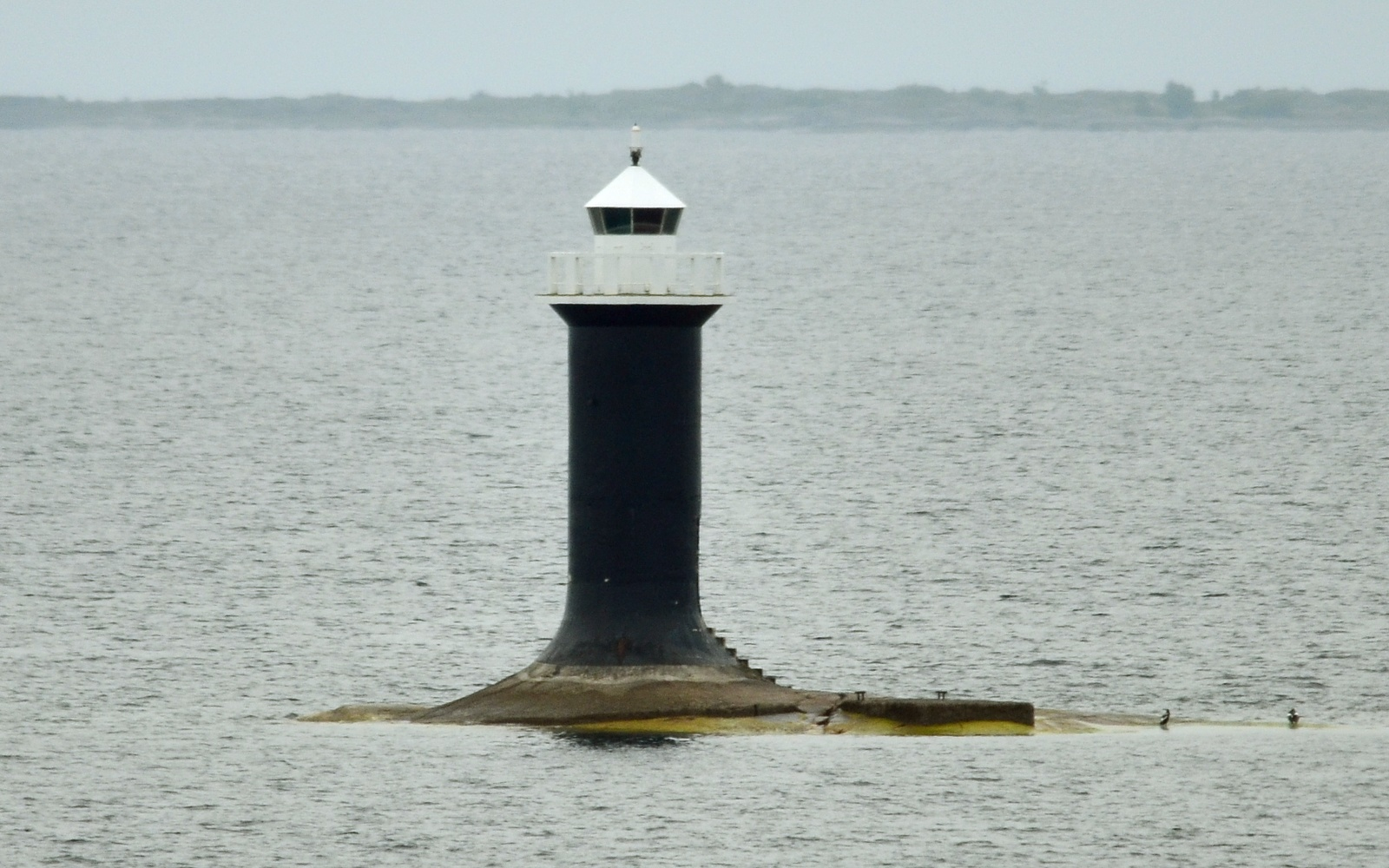
Het baken ”Skiftet”, op een klip midden tussen Houtskär en Kökar.

Skiftet (Fins: Kihti, op oudere kaarten ook wel Wattuskiftet genoemd) is een geologische breuk en zeestraat die deel uit maakt van de Scherenzee. Het water loopt in noord-zuidrichting tussen Brändö en Kumlinge aan de westkant en Kustavi, Iniö en Houtskär aan de oostzijde. In het verlengde van Skiftet aan de zuidkant ligt de eilandengroep Jungfruskär.
Skiftet vormt een natuurlijke grens tussen de autonome regio Åland en het eigenlijke Finland.

## Vernoemde schepen
Meerdere schepen zijn naar dit water genoemd, waaronder:
- het stoomschip S/S Skiftet dat op 14 december 1916 nabij Rödhamn op een Duitse zeemijn liep;
- M/S Skiftet, een veerboot van Ålandstrafiken.